# Großgaststätte Ahornblatt

La Großgaststätte Ahornblatt (letteralmente "ristorante Foglia d'acero") era un edificio ubicato nel Distretto di Mitte, a Berlino.
Realizzata tra il 1970 ed il 1973 come parte del nuovo complesso realizzato nel quartiere di Fischerinsel - la porzione meridionale dell'isola sulla Sprea - era destinata ad ospitare un grande ristorante self-service da ottocento posti a sedere ed una galleria commerciale, destinata principalmente agli impiegati del Ministero per le Costruzioni della Repubblica Democratica Tedesca e per i lavoratori occupati negli uffici circostanti.
Nonostante numerose proteste, l'edificio fu demolito nel 2000.

## Contesto e realizzazione
La Ahornblatt - realizzata all'angolo con la Gertraudenstraße - fu sin dall'inizio progettata come luogo di incontro sociale, da realizzare in stretto rapporto con i vicini condomini residenziali. La sua particolare forma venne concepita dagli architetti tedesco-orientali Gerhard Lehmann e Rüdiger Plaeth, ispirati dagli studi urbanistici di Helmut Stingl.
L'edificio deve la propria denominazione proprio alla particolare forma a foglia d'acero, ulteriormente evidenziata dalla curvatura del tetto. La costruzione del guscio in calcestruzzo armato di copertura fu curata dall'ingegnere Ulrich Müther (1937-2007), all'epoca uno dei massimi esperti mondiali nel campo, utilizzando lo speciale calcestruzzo prodotto nella città di Binz. Le pareti esterne vennero invece realizzate in vetro, con geometrie scandite da lamelle orizzontali.
In seguito all'inaugurazione del Palast der Republik, iniziò ad essere utilizzato anche come luogo di ritrovo dopo il lavoro anche per gli impiegati della nuova struttura: venne utilizzato soprattutto come bar e discoteca.

## Dopo la riunificazione della Germania
In seguito alla riunificazione tedesca la Ahornblatt venne utilizzata per alcuni anni come discoteca - sotto la denominazione Exit - ma cadde successivamente in uno stato di abbandono. Nel 1997 l'Oberfinanzdirektion locale decise di vendere l'immobile alla Objekt Marketing GmbH, la quale in breve decise di optare per l'abbattimento dell'opera.
La demolizione dell'edificio fu percepita come parte di un progetto di demolizione dell'architettura della Repubblica Democratica Tedesca, spinto a volte oltre ai limiti della reale necessità; anche un altro edificio di Ulrich Müther, l'Hyparschale di Magdeburgo, è dal 2011 minacciato di demolizione Nonostante le numerose proteste, la demolizione della Foglia d'acero avvenne a partire dal 19 giugno del 2000: i proprietari ottennero infatti dalla Denkmalschutzbehörde (la Soprintendenza ai beni monumentali) il permesso per l'abbattimento del complesso, sebbene non con consenso unanime. Il 21 gennaio dello stesso anno era stato concesso a Müther di condurre l'ultimo tour guidato all'interno dell'edificio da lui stesso progettato.
Al posto di uno degli edifici simbolo della Berlino Est degli anni settanta e ottanta del XX secolo il gruppo Accor ha costruito un albergo.

## Riferimenti bibliografici e media
- (DE)  Falser, Michael. "Zweierlei Erbe auf ein und derselben Insel: Das 'UNESCO-Weltkulturerbe' der nördlichen Museumsinsel und der Abriss des "Ahornblatt" auf der südlichen Fischerinsel (1999/2000)" e "Steinbruch, Mythenraum, Geschichtswerkstatt – die Berliner Spreeinsel und ihr Umfeld nach der deutschen Wiedervereinigung", in Zwischen Identität und Authentizität. Zur politischen Geschichte der Denkmalpflege in Deutschland. Dresda: Thelem, 2008. Pagg. 243-250. ISBN 9783939888413.
- (DE)  Fuchs, Margarete. Für den Schwung sind Sie zuständig. Documentario, 58 min. Anno di produzione: 2002, Anno di pubblicazione: 2006.[8][9] Include inoltre materiale d'archivio riguardante il periodo della costruzione della Ahornblatt.